# Белый сепаратизм

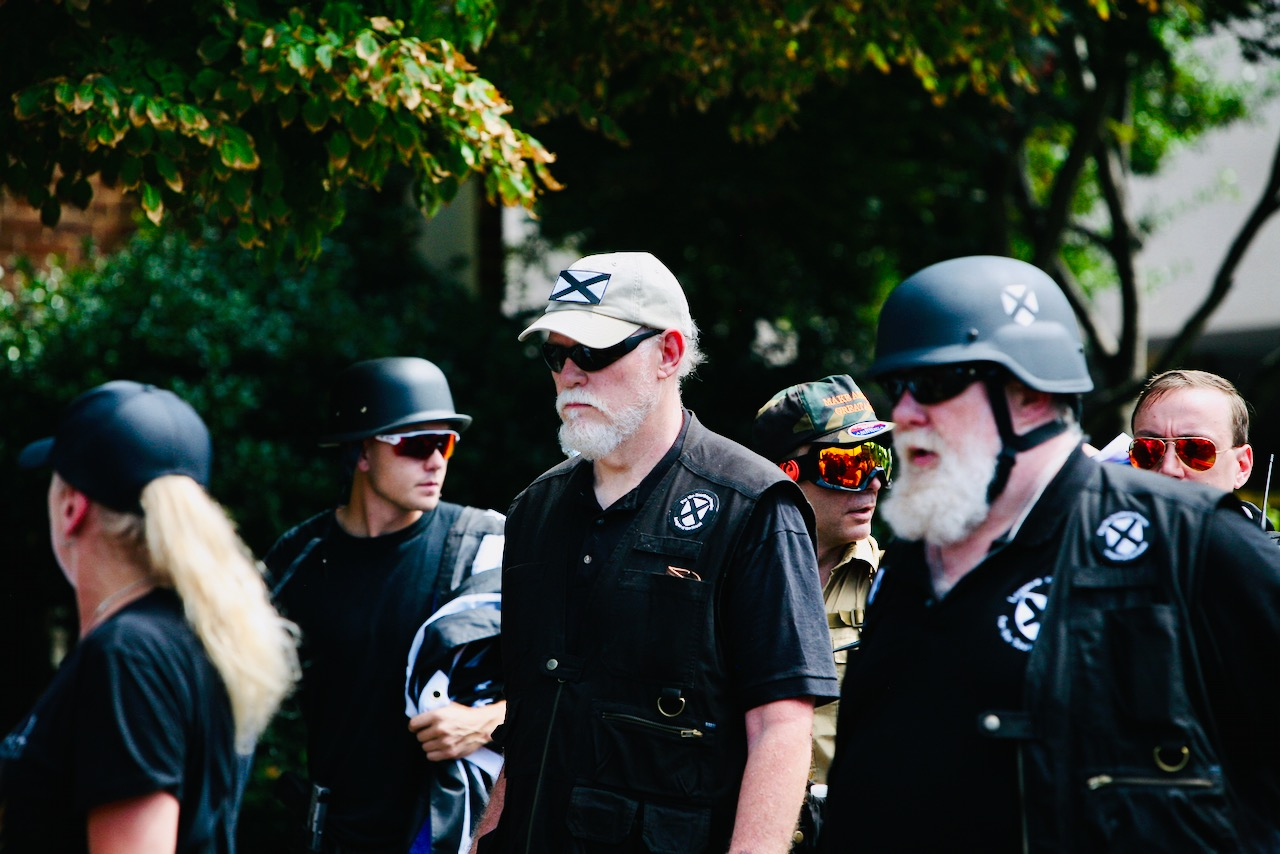
Майкл Хилл (в центре) и другие члены «Лиги Юга» на марше «Объединённых правых», 2017, США

Белый сепаратизм — политическое и общественное движение, направленное на отделение белых людей от людей других рас и национальностей. Может включать идею создания белого этногосударства путём изгнания «небелых» из существующих сообществ или формирования новых сообществ на новой территории.
Большинство современных исследователей не рассматривают белый сепаратизм отдельно от идеологии превосходства «белой расы» (белого супремасизма). Антидиффамационная лига определяет белый сепаратизм как «форму белого супремасизма». Южный центр правовой защиты бедных определяет белый национализм и белый сепаратизм как «идеологии, основанные на белом супремасизме» Facebook запретил контент, который открыто носит белый националистический или белый сепаратистский характер, поскольку «белый национализм и белый сепаратизм нельзя осмысленно отделить от белого супремасизма и организованных групп ненависти».
Использование термина в качестве самоидентификации подвергалось критике как риторический приём. Антидиффамационная лига утверждает, что сторонники превосходства «белой расы» используют термин «белый сепаратизм», поскольку считают, что она имеет меньше негативных коннотаций, чем термин белый супремасист.
Бетти Добрац и Стефани Шанкс-Мейле отмечали, что сторонники белого сепаратизма обычно выступают против брака «за пределами белой расы» для белых людей. Исследователи приводили доводы в пользу существования «различия между стремлением белых супермасистов к доминированию (как в случае апартеида, рабства или расовой сегрегации) и полным разделением по признаку расовой принадлежности». Многие сторонники превосходства «белой расы» также являются белыми сепаратистами, однако современные белые сепаратисты отвергают идею возможности или желательности возврата к системе сегрегации для Соединённых Штатов.
В 1974 году в целях более широкой поддержки в среде «белых» американцев американский неонацистский политик Уильям Пирс реорганизовал своих соратников в расистский «Национальный альянс», который рассматривал себя как главную силу в предполагаемой будущей «расовой революции» и использовал лозунги «Свобода в неравенстве» и «Равенству противопоказана свобода». Члены этой партии называли себя белыми сепаратистами. В 1978 году под псевдонимом Эндрю Макдональд Пирс выпустил скандальное сочинение «Дневники Тёрнера», которое призывало к межрасовой войне. Вначале он публиковал книгу в партийной газете «Атака» (в 1978 году газета изменила название на «Национальный авангард», с 1982 года стала журналом), а затем в виде отдельного издания. С целью распространения своих идей Пирсом было организовано издательство «Книга Национального авангарда». С этого периода число сторонников Пирса стало быстро расти, однако Национальная налоговая служба и не утвердила статус организации в качестве «образовательной».
По словам белых расистов из «Национального альянса»: «У нас особое обязательство перед своей расой: обеспечить её выживание, сберечь её уникальные черты, улучшить её качество». «Национальный альянс» в своей политике опирался на «белый националистический сепаратизм». Своей целью организация считала воссоздать «чистую территорию» для собирания всех «белых» и сохранения «белой (арийской) расы». Своей целью они ставили создать общества, «основанные на арийских ценностях и совместимые с арийской природой», для чего необходимо «тщательное, повсеместное искоренение семитских и других неарийских ценностей и обычаев». «Национальный альянс» отверг традиционный американский патриотизм, который был характерен для более ранних ультраправых. Эта переориентация национального единства на расовое привела к взгляду на американское государство как на «зловредное чудовище» «самого опасного и разрушительного врага, какого наша раса когда-либо знала».
В позднейшее время сторонники «Национального альянса» утверждают, что являются не неонацистами, а «белыми расовыми сепаратистами». Они призывают «любить белую расу» и готовиться воссоздать её «родину»: «В духовно более здоровую эпоху наши предки взяли себе во владение те части мира, климат и земля которых подходили нашей расе: в частности, вся Европа и зоны умеренного климата в обеих Америках, не говоря уже об Австралии и южной оконечности Африки». Они призывают вернуть власть белых над этими территориями.
Исторически, как и в настоящее время многие сторонники идеи превосходства «белой расы» предлагали северо-запад США (штаты Вашингтон, Орегон, Айдахо и часть Монтаны) в качестве территории для создания белого этногосударства. Идею создать на этой земле Северо-Западный территориальный императив продвигали Ричард Гирнт Батлер, Роберт Джей Мэтьюс, Дэвид Лэйн и Гарольд Ковингтон, а также террористическая организация сторонников превосходства «белой расы» «The Order», неонацистская организация «идентичного христианства» «Арийские нации», группа НС-скинхедов «Фольксфронт» и «Северо-Западный фронт» и др. Северо-западный территориальный императив частично территориально совпадает с республикой Каскадией, которую предлагает создать «Движение за независимость Каскадии» между Северо-Западом и частями Северной Калифорнии в США и Британской Колумбией в Канаде. Некоторые ультраправые в США предлагают идею «Американского редута» для описания аналогичной миграции на северо-запад Соединённых Штатов.
Последователи Wotansvolk, белого националистического направления германского неоязычества, созданного в начале 1990-х годов Дэвидом Лейном и его последователями, поддержали проект белых сепаратистов по созданию Северо-Западного территориального императива, но они в целом отвергли конституцию белого этногосударства, предложенную неонацистской организацией «Арийские нации» в апреле 1996 года, на том основании, что она ограничивала свободы, особенно свободу вероисповедания.
Некоторые группы, рассматривали другие районы как территории для потенциального белого этногосударства, в первую очередь Юг США, что предлагала, например, самопровозглашённая организация «южных националистистов» «Лига Юга» (LS), учитывавшая историю сепаратизма Юга, который был независимой нацией в качестве Конфедеративных Штатов Америки (1861—1865). «Сеть защитных стен» (Shield Wall Network, SWN) Билли Ропера, неонацистская организация, расположенная в Маунтин-Вью, штат Арканзас, стремится построить «белое этногосударство» в регионе Озарк и связана с другими сепаратистскими группами, такими как Ку-клукс-клан (ККК); «Партия рыцарей», расположенная недалеко от Гаррисона, штат Арканзас; «Лига Юга» (LS); и «Национал-социалистическое движение» (NSM) в составе «Националистического фронта». Озарк был «очагом» для сторонников движений «идентичного христианства», включая «Церковь Израиля» и различных членов христианского патриотического движения, которые создали военизированные тренировочные лагеря для подготовки к грядущему Армагеддону. Ныне несуществующая неонацистская организация «Традиционалистская рабочая партия» (TWP), возглавляемая Мэтью Хаймбахом, стремилась создать белое этногосударство под названием «Авалон».
В 2013 году сторонник превосходства «белой расы» Крейг Кобб предпринял попытку захвата небольшого городка Лейт, Северная Дакота, и превратить его в неонацистский анклав; это не удалось из-за жестокого поведения Кобба по отношению к жителям Лейта, в результате чего он был арестован. Эти события легли в основу документального фильма «Добро пожаловать в Лейт».